# Mistrzostwa Świata w Piłce Nożnej 2010 (eliminacje strefy CAF)/Grupa 8
W Grupie 8 eliminacji do MŚ 2010 biorą udział następujące zespoły:
- Maroko
- Etiopia
- Rwanda
- Mauretania

## Tabela
| Miejsce | Drużyna    | Mecze | Punkty | Zwyc. | Rem. | Por. | Bramki |
| ------- | ---------- | ----- | ------ | ----- | ---- | ---- | ------ |
| 1       | Maroko     | 4     | 9      | 3     | 0    | 1    | 11-5   |
| 2       | Rwanda     | 4     | 9      | 3     | 0    | 1    | 7-3    |
| 3       | Mauretania | 4     | 0      | 0     | 0    | 4    | 2-12   |

 Etiopia wycofała się.

## Wyniki
| 30 maja 2008 | Rwanda · Karekezi 15' · Said 60' (k) · Kamana Bokota 75' | 3-0(1-0) | Mauretania |  |
|              |                                                          |          |            |  |

| 30 maja 2008 | Maroko | [ a ] | Etiopia |  |
|              |        |       |         |  |

| 6 czerwca 2008 | Etiopia | [ a ] | Rwanda |  |
|                |         |       |        |  |

| 6 czerwca 2008 | Mauretania · Da Sylva 82' (k) | 1-4(0-2) | Maroko · Sektioui 8' · Benjelloun 36' · Safri 59' · Kharja 79' | Stade Olympique, Nawakszut Sędzia: Lamptey |
|                |                               |          |                                                                |                                            |

| 13 czerwca 2008 | Mauretania | [ a ] | Etiopia |  |
|                 |            |       |         |  |

| 13 czerwca 2008 | Rwanda · Ntaganda 14' · Bokota 80' · Karekezi 90' | 3-1(1-0) | Maroko · Safri 58' | Stade Amahoro, Kigali Sędzia: Evehe |
|                 |                                                   |          |                    |                                     |

| 20 czerwca 2008 | Etiopia | [ a ] | Mauretania |  |
|                 |         |       |            |  |

| 20 czerwca 2008 | Maroko · Safri 11' (k) · El Zhar 49' | 2-0(1-0) | Rwanda |  |
|                 |                                      |          |        |  |

| 5 września 2008 | Etiopia | [ a ] | Maroko |  |
|                 |         |       |        |  |

| 5 września 2008 | Mauretania | 0-1(0-0) | Rwanda · Mulenda 81' |  |
|                 |            |          |                      |  |

| 10 października 2008 | Maroko · Safri 35' (k) · Hadji 56' 60' · Zemmama 66' | 4-1(1-0) | Mauretania · Teguedi 68' |  |
|                      |                                                      |          |                          |  |

| 10 października 2008 | Rwanda | [ a ] | Etiopia |  |
|                      |        |       |         |  |